# Inspektor Gadżet (serial animowany 1983)
Inspektor Gadżet (ang. Inspector Gadget/fr. Inspecteur Gadget) – wyprodukowany w latach 1983–1986, amerykańsko-kanadyjsko-francuski animowany serial telewizyjny, którego bohaterem jest detektyw w postaci cyborga Inspektor Gadżet, tropiący wraz ze swą siostrzenicą Penny i psem Łepkiem złowrogiego Doktora Klaufa (ang. Dr. Claw, fr. Dr. Gang) chcącego przejąć władzę nad światem. Jedną z wielu kontynuacji przygód Gadżeta jest seria emitowana w telewizji Jetix – Gadżet i Gadżetinis.

## Bohaterowie
- Inspektor Gadżet – słynny detektyw, wujek Penny. Nierozgarnięty, ale za to wyposażony w wiele gadżetów. Niestety często ma z nimi problemy, gdyż wywoływanie gadżetów nie zawsze działa właściwie. Za dobrze wykonane zadania dostaje urlop od swojego szefa.
- Penny (w starszej wersji: Lilly) – sprytna siostrzenica Gadżeta, która w tajemnicy pomaga wujkowi w każdej misji. Ma książkę z wbudowanym komputerem oraz zegarek o niezwykłych funkcjach, których używa w czasie misji. Czasem zostaje przyłapana przez Agentów Dr Klaufa. Nic nie wiadomo na temat jej rodziców, prawdopodobnie nie żyją skoro mieszka u wujka, który ją sam wychowuje.
- Łepek (w starszej wersji: Mądrasek, w dubbingu Kartunz: Mądruś, ang. Brain) – pies Gadżeta i Penny. Jest mistrzem przebierania się. Także w tajemnicy pomaga Gadżetowi w każdej misji. Na prośbę Penny, zawsze pilnuje Gadżeta i stara się go chronić przed niebezpieczeństwem. Bardzo często chodzi na dwóch łapach, rozumie ludzką mowę, lecz sam nie mówi (z wyjątkiem najstarszego dubbingu oraz dubbingu Kartunz, gdzie wypowiada, warcząc, słowa lub krótkie zdania). Nosi obrożę wyposażoną w system łączności, dzięki której Penny może bezprzewodowo rozmawiać z pieskiem przy użyciu swojego zegarka.
- Quimby – szef policji, przełożony Gadżeta. W każdym odcinku wręcza Gadżetowi zadanie na kartce ulegającej samozniszczeniu. Gadżet zawsze wyrzuca tę kartkę w stronę szefa i szef kończy cały w sadzy, gdyż kartka wybucha. Pod koniec prawie każdego odcinka zjawia się, by aresztować agentów Doktora Klaufa.
- Dr. Klauf (w starszej wersji z fr.: doktor Gang, w dubbingu Kartunz dosłownie: doktor Szpon, ang. Dr. Claw) – wróg Gadżeta i szef organizacji sił ZŁA (ang. M.A.D.) Nie wiadomo jak wygląda, widać tylko jego ręce w metalowych rękawicach z kolcami i szponami. Chce wyeliminować Gadżeta i przejąć władzę nad światem, ale nieustannie przegrywa, ponieważ Gadżet zawsze krzyżuje jego plany.
- Szalejot (ang. MAD Cat) – kot Klaufa. Lubi się śmiać. Zawsze towarzyszy swojemu panu, wylegując się w pobliżu.
- Agenci sił ZŁA (lub Agenci Klaufa; w starszej wersji Niewidzialni agenci lub Agenci Niewidzialnego) – służą Klaufowi i wykonują jego polecenia. Starają się wyeliminować Gadżeta, ale im się nie udaje. Choć zazwyczaj noszą stroje z bardzo wyraźnymi oznaczeniami organizacji, Gadżet nie potrafi ich nigdy rozpoznać.
- Kapral Capeman – niezdarny asystent Gadżeta. Marzy o lataniu. Pojawia się tylko w drugiej serii.

## Twórcy
- Projekt: Andy Heyward, Jean Chalopin, Bruno Bianchi
- Realizacja: Jean Chalopin
- Projekty postaci: Bruno Bianchi, Edouard David, Christian Choquet, Jean Barbaud, Gilles Astorg, Charles Bonifacio, Brian Lemay
- Kierownictwo produkcji: Max Saldiner, Suzanne Reimot, Laurent Omont, Diane Parsons, Tetsuo Katayama, Nobuo Inada, Keiko Murata, Takahashi Yoshimitsu, Shigeru Akagawa, Jaimie Bennett, Marsha Goodman, Marilyn Kowalchuk
- Scenopis: Dale Schott, Sam Dixon, Jim Craig, Ricardo Spinace, Alan Bunce, Mik Casey, John Deklein, Andrew Knight, Bill Perkins, Chris Shouten, Joe Sherman, Dave Smith
- Redakcja: Peter Sauder
- Nadzór scenopisu: Arna Selznick, Peter Hudecki, Scott Caple, Stephane Martiniere
- Asystent głównego reżysera: Toshiuki Hiruma
- Reżyseria: Ray Jafelice, Dave Cox, Ken Stephenson, Edouard David
- Asystent: Yuka Hatano
- Reżyseria episodów: Dale Cox, Scott Caple, Saburo Hashimoto, Hiroyuki Yano, Kazuaki Kozutsumi, Mikiyo Miyazawa
- Animacja: Heihachiro Tanaka, Shingo Aaraki, Keiichiro Kimura, Karen Munroe-Caple, Jin Oda, Hiromi Yokoyama, Shunji Saida, Sumi Suzuki, Takeo Hitakara, Kozo Masanobu, Hisatoshi Motoki, Hideo Kawachi, Yuzo Aoki, Teruo Hanada, Haruo Takahashi, Yukiko Michishita, Masakatsu Iijima, Ikuo Fudanoki, Art Kusama, Kyoko Matsubara, Gokousha, Osamu Nabeshima, Kiyotoshi Aoi, Koji Nagaoka, Studio Try, Studio Bob, Oh Production, AIC, Asia-Do, Cuckoo’s Nest Production
- Kontrola fazistów: Yaeko Kodama
- Tusz i kolor nadzór: Reiko Hirayama, Msaayo Yamamoto
- Studia: In Studio, Hokusai, Easy World, Studio Robin, Sunrise Studio, Shinsei Production, Oscar Kikaku, Viola Sha, Cuckoo’s Nest
- Dekoracje: Michel Simon, Toshikazu Tamaguchi, Isamu Kageyama, Mitsunari Makino, Lasco Atelier, Ishikagi Production
- Zdjęcia: Katsuai Misawa, Msahide Ueda, Asahi Production, T. Nishimura, Cucko’s Nest
- Montaż: Masatoshi Tsurubushi, Philippe Kotlarski, Peter Aries
- Muzyka: Sheri Levy, Haim Saban
- Opracowanie: Saban Records
- Kierownictwo post produkcji: Warner Leighton, Clive Smith
- Efekty dźwiękowe: Peter Thillaye, Michael O’Farrell
- Montaż dźwięku: Steve Schnier, Teresa Argue, Darryl Conford, Gordon Kidd, Sheila Murray
- Post produkcja: Film Arts, The Film House Group
- Główny reżyser: Bruno Bianchi
- Producenci wykonawczy: Jean Chalopin, Andy Heyward, Tetsuo Katayama
- Producenci: Jean Chalopin, Patrick Loubert

## Odcinki

### Spis odcinków
| Nr                | Polski tytuł                                                 | Angielski tytuł                              |
| Seria pierwsza    | Seria pierwsza                                               | Seria pierwsza                               |
| ----------------- | ------------------------------------------------------------ | -------------------------------------------- |
| 1                 | Potwór z jeziora                                             | Monster Lake                                 |
| 2                 | Wyjazd na wieś                                               | Down On the Farm                             |
| 3                 | Cyrk (Gadget w cyrku)                                        | Gadget at the Circus                         |
| 4                 | Amazonka (Amazonia)                                          | The Amazon                                   |
| 5                 | Uzdrowisko                                                   | Health Spa                                   |
| 6                 | Statek                                                       | The Boat                                     |
| 7                 | Nawiedzony zamek                                             | Haunted Castle                               |
| 8                 | Wielki wyścig                                                | Race to the Finish                           |
| 9                 | Wielki rubin                                                 | The Ruby                                     |
| 10                | Porwanie                                                     | A Star is Lost                               |
| 11                | Nie wszystko złoto, co się świeci                            | All That Glitters                            |
| 12                | Kto tu kręci film?                                           | Movie Set                                    |
| 13                | Wesołe miasteczko                                            | Amusement Park                               |
| 14                | Kradzież w muzeum                                            | Art Heist                                    |
| 15                | Wyspy wulkaniczne (Wyspa wulkaniczna)                        | Volcano Island                               |
| 16                | Inwazja                                                      | The Invasion                                 |
| 17                | Kto jest kim? (Infiltracja)                                  | The Infiltration                             |
| 18                | Klątwa Faraona                                               | The Pharoah                                  |
| 19                | Zasadzka (Zła mapa)                                          | M.A.D. Trap                                  |
| 20                | Porwany pociąg (Podstawowy trening)                          | Basic Training                               |
| 21                | Gaz usypiający                                               | Sleeping Gas                                 |
| 22                | Zastępca Gadżeta                                             | Gadget’s Replacement                         |
| 23                | Instytut Zielonorękiego                                      | Greenfinger                                  |
| 24                | Gadżet na Dzikim Zachodzie                                   | Gadget Goes West                             |
| 25                | Pora na start                                                | Launch Time                                  |
| 26                | Fotosafari                                                   | Photo Safari                                 |
| 27                | Zegarmistrz                                                  | The Coo Coo Clock Caper                      |
| 28                | Trójkąt bermudzki                                            | Bermuda Triangle                             |
| 29                | Japoński wspólnik                                            | The Japanese Connection                      |
| 30                | Arabska noc                                                  | Arabian Nights                               |
| 31                | Jasna sprawa                                                 | A Clear Case                                 |
| 32                | Holenderska specjalność                                      | Dutch Treat                                  |
| 33                | Wielkie trzęsienie                                           | The Great Divide                             |
| 34                | Oczy smoka                                                   | Eye of the Dragon                            |
| 35                | Podwójny agent                                               | Doubled Agent                                |
| 36                | Gwiazda opery                                                | Plantform of the Opera                       |
| 37                | Nie wstrzymuj oddechu                                        | Don’t Hold Your Breath                       |
| 38                | Przeminęło z wiatrem                                         | Gone Went the Wind                           |
| 39                | Markotny król                                                | King Wrong                                   |
| 40                | Wyspa piratów                                                | Pirate Island                                |
| 41                | Szkoła Doktora Klaufa                                        | M.A.D. Acadamy                               |
| 42                | Nie z nami te numery                                         | No Flies On Us                               |
| 43                | Szczęście Irlandczyków                                       | Luck of the Irish                            |
| 44                | Cygański książę                                              | Prince of the Gypsies                        |
| 45                | Starzy ludzie z gór                                          | Old Man of the Mountain                      |
| 46                | Szmaragdowa kaczka                                           | The Emerald Duck                             |
| 47                | Mleczna Dolina                                               | Do Unto Udders                               |
| 48                | Przepis na złoto                                             | Did You Myth Me?                             |
| 49                | Wyspa Everest                                                | A Bad Altitude                               |
| 50                | Fałszywe pieniądze                                           | Funny Money                                  |
| 51                | Znikające samoloty                                           | Follow That Jet                              |
| 52                | Klątwa suszy                                                 | Dry Spell                                    |
| 53                | Pecunia non olet                                             | Smeldorado                                   |
| 54                | Zamarznięty szef                                             | Quimby Exchange                              |
| 55                | Pogoda w Tybecie                                             | Weather In Tibet                             |
| 56                | Gadżet i energia słoneczna                                   | Unhenged                                     |
| 57                | Wężowym ruchem                                               | Snakin’ All Over                             |
| 58                | W Paryżu                                                     | In Seine                                     |
| 59                | Termity są wszędzie                                          | Tree Guesses                                 |
| 60                | Ptaszki z jednego gniazda                                    | Birds of a Feather                           |
| 61                | Wybraniec                                                    | So It Is Written                             |
| 62                | Cudowny pies Fang                                            | Fang the Wonder Dog                          |
| 63                | Szkoła kieszonkowców                                         | School for Pickpockets                       |
| 64                | Wielki Quizz                                                 | Quizz Master                                 |
| 65                | Zimowa Olimpiada                                             | Winter Olympics                              |
| Seria druga       |                                                              |                                              |
| 66                | Magiczne sztuczki                                            | Magic Gadget                                 |
| 67                | Godzina duchów                                               | The Great Wambini’s Seance                   |
| 68                | Brylantowa lama                                              | Wambini Predicts                             |
| 69                | Kapral Znikąd                                                | The Capeman Cometh                           |
| 70                | Akademia policyjna                                           | Crashcourse In Crime                         |
| 71                | Gadżety Gadżeta                                              | Gadget’s Gadgets                             |
| 72                | Liniguinisy (nowa wersja: Mini szaleństwo)                   | Gadget In Minimadness                        |
| 73                | Niewiarygodny pomniejszacz (nowa wersja: Mini Gadżet)        | The Incredible Shrinking Gadget              |
| 74                | Słodka metoda (nowa wersja: Gadżet i Grappler)               | Gadget Meets the Grappler                    |
| 75                | Koszmarne sny                                                | Bad Dreams are Made of This                  |
| 76                | Sposób na duchy                                              | Ghost Catchers                               |
| 77                | Kradzież przez telefon                                       | Busy Signal                                  |
| 78                | Gang na stacji kosmicznej                                    | Focus on Gadget                              |
| 79                | Księżycowe zadanie (nowa wersja: Nowe oblicze księżyca)      | M.A.D. In the Moon                           |
| 80                | Jak bezpiecznie okraść bank (nowa wersja: Gadżet na minusie) | N.S.F. Gadget                                |
| 81                | Podróż w czasie                                              | Tryannosaurus Gadget                         |
| 82                | Gadżetorius                                                  | Gadget’s Roma                                |
| 83                | Wizyta w Londynie                                            | Gadget’s Clean Sweep                         |
| 84                | Rodzina                                                      | Gadget Meets the Clan                        |
| 85                | Gadżet i stare koronki                                       | Gadget and Old Lace                          |
| 86                | Czerwona róża                                                | Gadget and the Red Rose                      |
| Odcinki specjalne |                                                              |                                              |
| SP1               | Inspektor Gadżet ratuje święta                               | Inspector Gadget Saves Christmas             |
| SP2               | Inspektor Gadżet: Ostatnie zadanie                           | Inspector Gadget’s Last Case: Claw’s Revenge |
| SP3               | Inspektor Gadżet: Misja specjalna                            | Inspector Gadget’s Biggest Caper Ever        |
| Filmy fabularne   |                                                              |                                              |
| F1                | Inspektor Gadżet                                             | Inspector Gadget                             |
| F2                | Inspektor Gadżet 2                                           | Inspector Gadget 2                           |